# Хора като нас
„Хора като нас“ (на английски: People Like Us) е американска драма от 2012 г. на режисьора Алекс Кърцман (в режисьорския си дебют), който е съсценарист със Роберто Орчи и Джоди Ламбърт, и участват Крис Пайн, Елизабет Банкс, Оливия Уайлд, Джон Фавро, Майкъл Хол Д'адарио и Мишел Пфайфър. Музиката във филма е композирана от А. Р. Рахман. Филмът е пуснат от „Уолт Дисни Студиос Моушън Пикчърс“ чрез етикета му „Тъчстоун Пикчърс“ на 29 юни 2012 г.